# Diego Jesús Castillo
Diego Jesús Castillo Granados (5 de julio de 1991) es un nadador panameño.

## Biografía
En los Juegos Olímpicos de Londres 2012, compitió en los 200 metros mariposa masculinos, terminando en el puesto 35 en la general en las eliminatorias, sin poder clasificarse para las semifinales.